# 试管

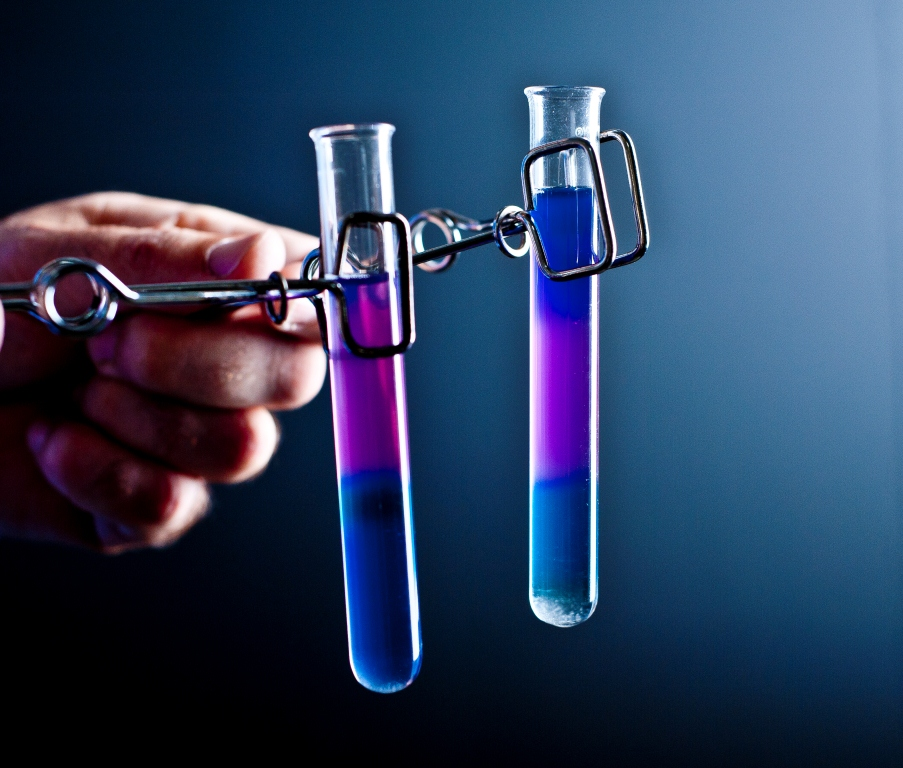
弹簧夹中的两个试管

试管（Test tube）是一种实验室玻璃器皿。常见的试管种类有平口试管、卷口试管、具支试管、具刻度试管、具塞试管、具塞刻度试管。

## 外形
- 平口试管，是一根圆底的平口玻璃管，管口熔光。平口，便于消毒杀灭管口细菌。常见的平口试管的规格有15mm*150mm、18mm*180mm、20mm*200mm、30mm*300mm等。

- 卷口试管，是一根口部具有卷边（或圆口）的圆底玻璃管。卷口（或圆口）用以增加机械强度，同时便于夹持不易脱落。

- 发酵试管，它是一根口径细而短（口径6mm，长30mm）的平口、圆底试管。

- 具支试管，是一根具有侧支管的平口试管，它的侧支管主要用于与抽气管连接，管口用打好孔洞的橡胶塞插入过滤漏斗，用以代替微量过滤瓶，作微量过滤的接受瓶。

- 具刻度试管，外形是一根圆口试管。在管体上刻有容量刻度标线，可以直接读出计量数，使用方便。

- 具塞试管，是一根具有瓶颈式的圆底玻璃管，瓶颈上配有磨砂玻璃塞。具塞可防止易挥发溶液挥发。

- 具塞刻度试管，它是在一只具磨砂玻璃塞且其管体上增加容量刻度的试管。对挥发物质，既可直接计量，又可防止物质的挥发，使用方便。[1]

## 用料
试管被设计为能通过控制火焰对样品进行简易加热的产品，所以通常由膨胀率小的玻璃制成，像硅酸硼玻璃。

## 作用
试管可以作为少量物质反应的容器，当多种微量化学或生物样品需要操作或贮藏时，试管通常比烧杯更好用。
在生物和化学实验中，试管的使用是非常普遍的。也可以用來飼養新生蟻后，也就是试管巢。